# Diocèse de Senlis
Ne pas confondre avec l'actuel diocèse de Beauvais, Noyon et Senlis.
Le diocèse de Senlis (en latin : Dioecesis Silvanectensis) est un ancien diocèse de l'Église catholique en France située à Senlis. Comprenant, à l'ouest, le Senlisis — ou Serval — et, à l'est, une partie du Valois, il est un des diocèses historiques de Picardie.

## Histoire
Le diocèse de Senlis semble avoir été érigé au IVe siècle. Selon la tradition, Senlis, la cité des Silvanectes, aurait été évangélisée par saint Rieul qui aurait été son premier évêque. Le premier évêque attesté est saint Livane, ou Levange, qui assiste au premier concile d'Orléans en 511.
Le diocèse est suffragant de l'archidiocèse métropolitain de Reims.
En 1790, lors de la division du royaume en départements, soixante-deux des soixante-quatre paroisses du diocèse de Senlis sont rattachées au département de l'Oise qui comprend les sièges épiscopaux de Beauvais et de Noyon. Les deux paroisses restantes, Othis et Survilliers, sont respectivement rattachées aux départements de Seine-et-Marne, qui comprend la ville épiscopale de Meaux, et de Seine-et-Oise, qui ne comprend pas de ville épiscopale.
Adoptée par l'Assemblée nationale constituante le 12 juillet 1790 et sanctionnée par Louis XVI le 24 août suivant, la Constitution civile du clergé crée un diocèse par département. Le siège épiscopal de Senlis est supprimé, comme celui de Noyon : Beauvais reste le siège épiscopal du diocèse du département de l'Oise. Jean-Baptiste Massieu est élu évêque constitutionnel de l'Oise. L'évêque de Beauvais, François-Joseph de La Rochefoucauld-Bayers, périt le 2 septembre 1792, dans la prison des Carmes, lors des massacres de Septembre.
La Constitution civile du clergé n'est pas reconnue par le pape Pie VI mais, à la suite du Concordat de 1801, il n'est pas rétabli : par la bulle Qui Christi Domini du 29 novembre 1801, le pape Pie VII supprime le siège épiscopal de Senlis et incorpore le territoire du diocèse à celui d'Amiens qui couvre alors les départements de l'Oise et de la Somme.
Par la bulle Paternae charitatis du 6 octobre 1822, Pie VII rétablit le siège épiscopal de Beauvais.
Par décret pontifical du 12 avril 1851, le pape Pie IX autorise l'évêque diocésain de Beauvais et ses successeurs à relever les titres d'évêques de Noyon et de Senlis.

## Territoire
Le diocèse de Senlis confinait : au nord-ouest, avec celui de Beauvais ; au nord-est, avec celui de Soissons ; au sud-est, avec celui de Meaux ; et, au sud-ouest, avec celui de Paris, que le pape Grégoire XV élève au rang d'archidiocèse métropolitain par la bulle Universi orbis du 20 octobre 1622.
Le diocèse ne comprenait qu'un archidiaconat ou archidiaconé : celui du diocèse (Archidiaconatus Silvanectensis) dont le titulaire avait, à Bazoches, près de Crépy, un siège de juridiction.
Jusqu'au XVIIe siècle, il était divisé en deux décanats ou doyennés : celui de Senlis (Decanatus silvanectensis) et celui de Crépy (Decanatus Crespiacensis).
Le nombre des doyennés fut ensuite porté à huit : ceux de Senlis, Baron, Rully et de Chantilly, pour le pays de Senlis ; et ceux de Crépy, Fresnoy et Séry, pour la partie du Valois.

## Évêques
- Liste des évêques diocésains de Senlis
- Liste des évêques diocésains de Beauvais, évêques de Noyon et de Senlis depuis 1851

L'évêque diocésain de Senlis était, dans l'ordre des préséances, le huitième des suffragants de l'archevêque métropolitain de Reims et le dix-huitième de France, entre les évêques diocésains de Chalon et de Beauvais. Il était un des trois conservateurs des privilèges de l'Université de Paris.